# Dana Regina
Die Dana Regina war ein 1974 in Dienst gestelltes Fährschiff der dänischen Reederei Det Forenede Dampskibs-Selskab. Sie stand unter diesem Namen bis 1990 auf verschiedenen Strecken im Einsatz und wechselte in ihrer anschließenden Dienstzeit mehrfach ihren Betreiber sowie ihren Namen. So fuhr sie unter anderem zwischen 1994 und 2009 als Vana Tallinn für Tallink. Ihre letzten Jahre verbrachte die Fähre als Adriatica Queen im Mittelmeer. 2014 ging sie zum Abbruch ins türkische Aliağa.

## Geschichte
Die im Dezember 1969 in Auftrag gegebene Dana Regina wurde am 7. Mai 1973 unter der Baunummer 200 in der Aalborg Værft in Aalborg auf Kiel gelegt und lief am 31. August 1973 vom Stapel. Nach erfolgreichen Probefahrten erfolgte am 28. Juni 1974 die Ablieferung an die Det Forenede Dampskibs-Selskab (DFDS) und die Schiffstaufe am 1. Juli. Zunächst unternahm die Fähre eine einzelne Werbereise nach London, ehe sie am 8. Juli den Dienst auf der Strecke von Esbjerg nach Harwich aufnahm.
Nach einem Umbau in Hamburg im Januar 1977 konnte die Dana Regina fortan 370 statt wie bisher nur 250 PKW befördern. Im Oktober 1983 wechselte sie in den Dienst von Kopenhagen nach Oslo. Ab Januar 1989 stand das Schiff unter der Flagge der Bahamas mit Nassau als neuen Heimathafen. Im Juni 1990 beendete die Fähre ihre letzte Überfahrt für DFDS nach insgesamt 16 Dienstjahren.
Im selben Monat ging das Schiff nach Umbauarbeiten in Göteborg als Nord Estonia an die neugegründete estnische Reederei Estline. Am 18. Juni 1990 erfolgte die erste Fahrt für den neuen Betreiber zwischen Stockholm und Tallinn. Im Frühjahr 1993 wurde die Nord Estonia von der moderneren und größeren Estonia ersetzt. Im März 1990 ging sie daher als Thor Heyerdahl in Charter an die Larvik Line, um zwischen Larvik und Frederikshavn eingesetzt zu werden.

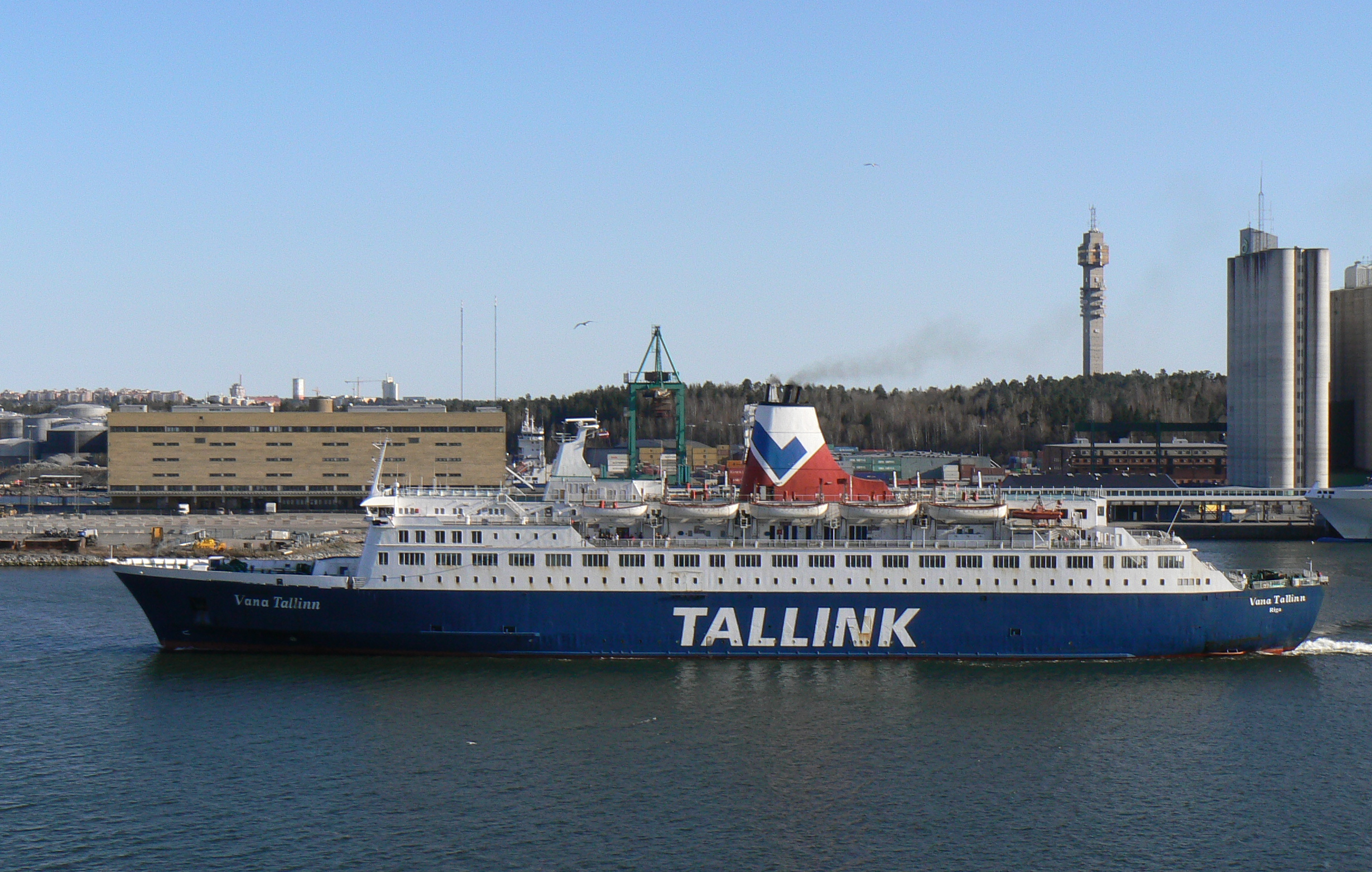
Als Vana Tallinn in Stockholm, April 2008

Im Mai 1994 ging die Fähre als Vana Tallinn in die Flotte der Reederei Tallink über. Sie stand fortan zwischen Helsinki und Tallinn im Einsatz. Dort verblieb das Schiff die kommenden acht Jahre, ehe es im Oktober 2002 auf die Strecke von Paldiski nach Kapellskär wechselte. 2006 und 2007 machte die Fähre mehrere Charterreisen nach Sankt Petersburg, ehe sie kurzzeitig wieder auf die Helsinki-Tallinn-Strecke zurückkehrte. Danach fuhr sie ab April 2007 zwischen Riga und Stockholm. Zuletzt wurde das Schiff von Oktober 2008 bis April 2009 für den reinen Frachtverkehr zwischen Paldiski und Kapellskär genutzt.
Am 15. April 2009 wurde die Vana Tallinn ausgemustert und in Tallinn aufgelegt. Sie blieb mehr zwei Jahre lang ungenutzt, ehe sie im Juli 2011 den Namen Adriatica Queen erhielt und nach ihrer Überführung ins Mittelmeer im November 2011 für die Reederei AllFerries den Dienst von Bari nach Durrës aufnahm. Dieser Dienst war jedoch nicht sehr langlebig, bereits am 30. Juli 2012 wurde das Schiff in Durrës aufgelegt. Es kam anschließend nicht wieder in Fahrt, sondern traf am 22. April 2014 zum Abbruch bei den Abwrackwerften im türkischen Aliağa ein.
Im April 2016 wurde ein ehemaliges Rettungsboot der Adriatica Queen als Flüchtlingsboot genutzt und erreichte den Hafen von Samos.